# 1164
1164 (MCLXIV) fue un año bisiesto comenzado en miércoles del calendario juliano.

## Acontecimientos
- 16 y 17 de febrero: la Inundación de Santa Juliana arrasa la ciudad de Groninga, la provincia de Frisia y el norte de Alemania, especialmente la cuenca del Elba. Mueren miles de personas.
- Petronila de Aragón, reina de Aragón y condesa de Barcelona, abdica de la Corona en su hijo Alfonso II el Casto.
- Batalla de Huete. Los miembros de la Casa de Castro, comandados por Fernando Rodríguez de Castro el Castellano, derrotan a las tropas de la Casa de Lara, capitaneadas por el conde Manrique Pérez de Lara, que resultó muerto.

## Fallecimientos
- Eloísa, escritora francesa, amante de Pedro Abelardo.
- Gausfredo III, conde del Rosellón.